# Amine Haboubi
Amine Haboubi (arabe : أمين الله الحبوبي), né le 29 avril 2002, est un footballeur tunisien évoluant au poste d'avant-centre.

## Biographie

### Olympique de Béja (2019-2023)
Il commence sa carrière avec l'Olympique de Béja, où il passe par toutes les catégories de jeunes.

### CS Sfax (2023-2025)
Fin janvier 2023, il signe un contrat avec le Club sportif sfaxien jusqu'en 2026.

### FC Differdange 03 (2025)
En juin 2025, le joueur quitte pour la première fois son pays natal pour rejoindre le FC Differdange 03, alors champion de titre de BGL Ligue au Luxembourg.